# Рат Верлег (стадіон)
«Рат Верлег» (нід. Rat Verlegh Stadion) — багатофункціональний стадіон у місті Бреда, Нідерланди, домашня арена ФК «НАК Бреда».

## Історія
Стадіон побудований протягом 1995—1996 років та відкритий 11 серпня 1996 року. На час відкриття мав назву «ФУДЖіФІЛЬМ-стадіон», що пов'язано із японською компанією «Fujifilm», тодішнім титульним спонсором «НАК Бреди». У 2003 році клуб уклав спонсорський контракт із компанією «MyCom», після чого арену перейменовано на «МайКом-стадіон». 2006 року стадіону присвоєно ім'я легендарного нідерландського футболіста Антоона «Рата» Верлега. Протягом 2008—2010 років було здійснено капітальну реконструкцію арени, в результаті чого перебудовано конструкції трибун та підтрибунних приміщень, модернізовано стадіонну інфраструктуру, встановлено потужність 19 000 глядачів. На стадіоні функціонує клубний музей «НАК Бреди». Поблизу стадіону облаштовано комерційний парк.